# Tapio Luoma
Tapio Luoma (ur. 1962) – fiński duchowny luterański, zwierzchnik  Ewangelicko-Luterańskiego Kościoła Finlandii i arcybiskup Turku od 1 marca 2018. 

## Życiorys
W 1987 został ordynowany na duchownego i w 2000 wyróżniony tytułem duszpasterza roku. W 2012 został konsekrowany na biskupa diecezji Espoo, a 1 marca 2018 został wybrany podczas Synodu Kościoła nowym arcybiskupem Turku i zwierzchnikiem Ewangelicko-Luterańskiego Kościoła Finlandii, zastępując dotychczasowego arcybiskupa Kari Mäkinena. 